# Young Love (singolo Janet Jackson)
Young Love è il singolo di debutto della carriera musicale della cantante statunitense Janet Jackson, pubblicato il 7 luglio 1982, e il primo estratto dall'omonimo album di debutto Janet Jackson.

## Descrizione

### Antefatti
Dopo aver partecipato a vari spettacoli con il gruppo dei fratelli, i Jackson 5, ed essere apparsa in alcune serie di successo come Il mio amico Arnold e Saranno Famosi, Janet Jackson, incoraggiata dal padre Joseph, agli inizi degli anni Ottanta iniziò una carriera nel mondo della musica firmando un contratto con la A&M Records e realizzando il suo primo album, da cui Young Love venne estratto come primo singolo.

### Composizione
La canzone è una ballata scritta e prodotta da René Moore, Angela Winbush e Bobby Watson.

## Accoglienza
La canzone ebbe un discreto successo e raggiunse la posizione numero sei nella classifica rhythm and blues di Billboard.

## Tracce
- Vinile USA/CD singolo

1. Young Love – 3:39
2. The Magic Is Working – 4:08

## Classifiche
| Classifica (1982)                         | Posizione |
| ----------------------------------------- | --------- |
| Nuova Zelanda                             | 16        |
| Classifica Billboard (USA)                | 64        |
| Classifica rhythm and blues/hip hop (USA) | 6         |